# Auslöschung (Thomas Bernhard)
Auslöschung. Ein Zerfall ist ein Roman des österreichischen Schriftstellers Thomas Bernhard (1931–1989). Er erschien im Jahr 1986.
Der Roman besteht ausschließlich aus einem inneren Monolog, der Niederschrift des Protagonisten und Ich-Erzählers Franz-Josef Murau, der seine Gedanken anlässlich des Unfalltodes seiner Eltern und seines Bruders schildert. Im Mittelpunkt stehen dabei die Erinnerungen Muraus an seine Jugend auf dem Familiensitz Schloss Wolfsegg in Oberösterreich. Mit Hilfe der Niederschrift will Murau sich mit den Verhältnissen in Wolfsegg, die ihn schließlich zur Flucht nach Paris, Lissabon und Rom gezwungen haben, auseinandersetzen. So sollen sein „Herkunftskomplex“ (S. 201) verarbeitet und seine Erinnerungen „ausgelöscht“ werden: „Mein Bericht ist nur dazu da, das in ihm Beschriebene auszulöschen“ (S. 199).
Auslöschung ist der als letzter veröffentlichte und der umfangreichste Roman Thomas Bernhards.

## Entstehung
Bernhard schloss die Arbeit an Auslöschung weitestgehend bis 1982 ab, ließ das Manuskript aber erst 1986 in Druck geben. Der Roman enthält Motive, die bereits in Bernhards früher Erzählung Der Italiener. Fragment aus dem Jahr 1963 angelegt waren.

## Inhalt
Der knapp fünfzigjährige Österreicher Franz-Josef Murau lebt in Rom, wo er seinen Schüler Gambetti in deutschsprachiger Literatur und in Philosophie unterrichtet. Um die Mittagszeit erhält er ein Telegramm seiner beiden Schwestern Caecilia und Amalia, die ihm den Unfalltod der Eltern und seines Bruders Johannes mitteilen.
Im ersten, mit Das Telegramm betitelten Teil des Romans berichtet Murau vom Rest des Tages, den er nach Erhalt der Nachricht in seiner Wohnung in Rom verbringt. Den größten Teil dieser Beschreibungen nehmen seine Erinnerungen an seine Kindheit und Jugend auf dem Familiensitz Schloss Wolfsegg am Hausruck in Oberösterreich ein. Konflikte mit seiner konservativen Familie und den dort herrschenden Verhältnissen haben Murau zur Flucht ins Ausland und schließlich nach Rom gezwungen. Unterstützt worden ist er dabei von seinem Onkel Georg, seinem einzigen Vertrauten innerhalb der Familie. Diese unverarbeiteten Erinnerungen brechen jedoch nicht infolge der Nachricht vom Tod der Eltern und des Bruders plötzlich hervor, sondern sind immer schon Gegenstand der Unterhaltungen mit seinem Schüler Gambetti und seiner Freundin Maria (der Allegorie einer „impliziten Debatte mit Ingeborg Bachmann über das Schreiben“ und eine Huldigung Bernhards an sie).
Der lange Strom der Erinnerungen ersetzt die äußere Handlung, die sich kurz zusammenfassen lässt: Murau bleibt in seinem Zimmer, packt Koffer und betrachtet Fotos seiner Familie.
Der zweite Teil Das Testament erzählt Muraus Aufenthalt in Wolfsegg anlässlich der Beerdigung der Eltern und des Bruders. Nach seiner Ankunft hilft Murau seinen Schwestern bei der Vorbereitung der Beerdigung und empfängt die Trauergäste. Eine besondere Stellung nimmt dabei der elegante und gebildete Erzbischof und Vatikandiplomat Spadolini ein. Mit diesem Kleriker, der über dreißig Jahre lang ein Verhältnis mit Muraus Mutter gehabt hat, verbindet den Erzähler eine starke Hassliebe.
Am folgenden Tag findet die Beerdigung statt, zwei Tage danach schenkt Murau das Anwesen, dessen Alleinerbe er geworden ist, der Israelitischen Kultusgemeinde in Wien (S. 650) und reist zurück nach Rom, wo er „diese 'Auslöschung' geschrieben“ hat (S. 651). Der letzte Satz des Romans informiert über den Tod Muraus.

## Stil und Aufbau
Ein wesentliches literarisches Verfahren im Roman ist das des Bewusstseinsstroms, bei dem innere Handlungen wie Erinnerung, Reflexion etc. gegenüber der äußeren Handlung dominieren. Der innere Monolog des Erzählers wird nur durch zwei Einschübe am Anfang und ganz am Ende des Romans unterbrochen („schreibt Murau“ (S. 7) und „geboren 1934 in Wolfsegg, gestorben 1983 in Rom“ (S. 651)).
Wichtigste Stilmittel des Romans sind die für Thomas Bernhard typischen Wiederholungen und Übertreibungen der Aussagen Muraus, u. a. durch den häufigen Gebrauch von Superlativen und von generalisierenden Adverbien wie „immer“, „niemals“. Der Erzähler spricht von „Übertreibungskunst“, das Verfahren wird durch eine autoreflexive Wendung Gegenstand der Unterhaltung zwischen Lehrer und Schüler und somit auch Gegenstand des Romans.
Der Roman besteht fast ausschließlich aus Fließtext, dem jegliche Strukturierung durch Kapitel, Absätze oder Einrückungen fehlt. Er gliedert sich einzig in zwei etwa gleich lange Teile Das Telegramm (Muraus Abend in Rom) und Das Testament (Muraus Aufenthalt in Wolfsegg). Es wird „vom Rom-Teil aus [...] nach vorne auf Wolfsegg zu und vom Wolfsegg-Teil aus zurück nach Rom erzählt“.
In einem Interview sagte Thomas Bernhard, sein Schreiben sei „eine Frage des Rhythmus“ und habe „viel mit Musik zu tun“. Tatsächlich finden sich im Text Strukturelemente, die mit „musikalischen Prinzipien“ korrespondieren; außer der Wiederholung auch die „Entgegensetzung“, die „Variation“ und die „Modulation“. Diese „regelmäßigen Sprachformen“ mit ihrer „maschinenhaften, sich selbst reproduzierenden Mechanik“ können einerseits als „Ausdruck der Selbstentfremdung und des radikalen Scheiterns eines historischen Subjektes“ verstanden werden und bieten andererseits die Möglichkeit, sich ihnen wie einem Musikstück „widerstandslos, genießend anheim[zu]geben“, so dass sich „das musizierend-sprechende Ich wie sein Zuhörer urplötzlich in [ihrer Ordnung] aufgehoben erfahren kann“.
Die Wiederholung von Formeln wie „dachte ich“, „hatte ich zu Gambetti gesagt“, „wie gesagt wird“ sowie die permanente Verwendung von klimaktischen Elementen geben dem mehr als 600 Seiten umfassenden Roman seinen Rhythmus.
Der Erzählung vorangestellt ist ein Zitat Montaignes: „Ich fühle, wie der Tod mich beständig in seinen Klauen hat. Wie ich mich auch verhalte, er ist überall da.“

## Themen, Motive, Interpretationsansätze

### „Auslöschung“
Der Erzähler intendiert eine „Restitution jener verschollenen Schrift“ des Onkels Georg: „Ich bin mir sicher, mein Onkel Georg hatte etwas ähnliches vor […]. Da diese Antiautobiografie meines Onkels nicht mehr da ist, habe ich selbst ja sogar die Verpflichtung, eine rücksichtslose Anschauung von Wolfsegg vorzunehmen und diese rücksichtslose Anschauung zu berichten.“ (S. 197) Ein Außenseiter und 'Nestbeschmutzer' setzt hiermit einem anderen Außenseiter der Familie ein Denkmal und legitimiert damit sein Projekt. Die mutmaßlich von der Mutter unterschlagene und vernichtete Schrift soll so vor der „Auslöschung“ bewahrt, konserviert werden. So wird im Akt des Erzählens tradiert, was im erzählten Leben „zerfällt“. Auch Schloss Wolfsegg, das durch die Schenkung an die jüdische Gemeinde in Wien aus dem Besitztum der Familie ausgelöscht wird, dient als Vehikel, die „Erinnerung an die de facto nicht stattgehabten Reparationsleistungen für die österreichischen Naziopfer“ wachzuhalten.
„Ausgelöscht“ ist am Ende der Erzählung ein Großteil der Familie: die Eltern, der Bruder, der Onkel und der Erzähler selber. Was mit den Schwestern geschieht, bleibt offen – auch dies eine Auslöschung.
Die Haupthandlung ist die Reflexion: das Erinnern an Geschehenes und Gesagtes im Brennpunkt von Psychologie einerseits und Politik andererseits. Kindheitstraumata kommen ebenso zur Sprache wie die Verstrickung der Eltern in den Nationalsozialismus.

### Erzähler – Gambetti
Die wiederkehrende Formel „hatte ich zu Gambetti gesagt“ markiert zwei Bedeutungsebenen des Textes: Das Erzählen selbst wird einerseits thematisiert und die Fiktion einer unmittelbaren Rezeption durchbrochen. Andererseits erhält so die Beziehung zwischen Ich-Erzähler und seinem „Alter ego“ Gambetti, ein Lehrer-Schüler-Verhältnis, zentrale Bedeutung: Man könnte „die exzessive sprachliche Anrufung Gambettis in Muraus Rede auch als die liebevoll und verzweifelt beschworene Präsenz des anderen verstehen“. Es scheint, als hätte der Erzähler mit Gambetti in Rom den häufigsten und intensivsten Kontakt, was dafür spricht, dass der Jüngere eine große Wichtigkeit für den Älteren besitzt: Der Erzähler nennt ihn „meinen mir in Rom liebsten, wertvollsten Menschen“ (S. 512), „an den ich mich anklammere genauso, wie er sich an mich“ (S. 513). Diese „immerfort anklingende, nie ausgeführte Geschichte von Muraus tiefer Beziehung zu seinem Schüler Gambetti“ bleibt vom analytischen und selbstanalytischen Blick des Erzählers verschont. Andreas Gößling nimmt eine „sublim erotische Tönung“ wahr, die an antike Lehrer-Schüler-Paare, z. B. im Umkreis der Platonischen Akademie, erinnere. Als Vorbild oder zumindest Vorläufer für dieses Mentorenverhältnis ist wohl die Beziehung Muraus zu seinem verstorbenen Onkel anzusehen.

### Österreich
Die Reise nach Wolfsegg ist für Murau der Anlass, sich mit seiner feudalen Herkunft auseinanderzusetzen, wobei er in einer nicht enden wollenden Folge von überspitzten Hasstiraden alles, was sich mit seiner österreichischen Herkunft verbindet, zu diffamieren versucht. Lediglich sein von der Familie abgelehnter Onkel Georg, der wie Murau seine Herkunftsfamilie in Frage gestellt hatte, kann ihm ein Vorbild sein. Den Eltern wird dabei besonders die kritiklose Übernahme der nationalsozialistischen Ideologie vorgeworfen, die in ihrer Intoleranz auch nach dem Krieg weiter ihr Denken bestimmt habe. Fast ohne inhaltliche Differenzierung werden z. B. die österreichischen Richter, Lehrer, Mütter, die Regierungen, die verschandelten Städte, die Abgestumpftheit der Jäger usf. kritisiert und den vermeintlich wahren Idealen, so den italienischen Menschen oder den „einfachen Leuten“ gegenübergestellt. Der plakative „Gegensatz von Kunst und Barbarei, von Rom und Wolfsegg“ ist Programm und wird vom Erzähler vorgeführt – um sie ebenso zu kritisieren und ad absurdum zu führen, wie Murau „das deutsche Wesen im Allgemeinen und das österreichische im besondern“. Im Fokus von Muraus Kritik stehen die Deformierung der kindlichen Persönlichkeit, die Unterdrückung künstlerischer und philosophischer Ambitionen (die Bibliotheken in Wolfsegg bleiben lange Zeit abgeschlossen!), der manifeste Nationalsozialismus, der sogenannte „einfache Leute“ wie die Schermaiers ins Konzentrationslager gebracht hat, und die fehlende Bereitschaft „Waldheim-Österreichs“ sich seiner nationalsozialistischen Vergangenheit zu stellen.

### Lachen
Der Erzähler übt aus einer „Lust am Spiel“ heraus eine Kritik der Kritik und gibt die Absurditäten der „Übertreibungskunst“ (S. 128, 611) der Lächerlichkeit des impliziten Lesers preis.
Schon auf der Handlungsebene ist das Lachen ein Leitmotiv: Indem der Schüler wiederholt über die Ausführungen Muraus lacht („Gambetti hatte laut aufgelacht und mich einen maßlosen Übertreiber genannt“. S. 123) – ein Lachen, in das Murau seinerseits gelegentlich einstimmt – erhält das Destruktive und Pessimistische der Ausführungen eine komödiantische Note, der Erzähler sieht sich selbst als „Altersnarren“ (S. 129): „Eine eher heiter zu nennende Entkrampfung diktiert und dirigiert das Auslöschungs-Konzept […]. Die neuen Helden können lachen, auch über sich selbst“. Ein Rezensent nennt den Erzähler einen „Verdrossenheitskomiker“. Dieser „Aspekt des Komischen und der Poetik des Lachens ist“ laut Hans Höller „in der bisherigen Bernhard-Rezeption zu kurz gekommen“ und könnte gegenüber Rezeptionskonzepten, die einen „überwältigenden alpenländischen Verzweiflungsvirtuosen“ einerseits und einen „immer enttäuschenden österreichischen Mißmutsmanieristen“ andererseits evozieren, neue Deutungshorizonte eröffnen.

### Selbstkritik
Die ätzende Kritik richtet der Erzähler immer wieder auch gegen sich selbst: „wahrscheinlich leide ich auch an einer krankhaften Abneigung gegen Wolfsegg, ich bin ungerecht gegen sie, ich bin rücksichtslos ungerecht gegen sie und gegen alles sie Betreffende in meiner Beobachtungsweise“ (S. 304). Die Bosheit und „Infamie“, die er in seiner Umgebung wahrnimmt, muss er auch an sich selbst entdecken – und das relativiert die Hasstiraden, sie erscheinen dem Leser in einem anderen Licht, so dass die Bernhardsche Prosa ihn zum „Kritiker des Textes erzieht“. In einer autoreflexiven Wendung thematisiert sich damit der Text selbst, sein Thema ist das Schreiben bzw. das Rezipieren, philosophisch gesprochen: Das „Denken des Bernhardschen Erzählers richtet sich, wie in keinem seiner vorigen Bücher, auf sich selbst, [macht] das Denken – wie auch das Sehen, Beobachten, Fühlen, Urteilen – zu seinem eigentlichen Thema“.